# Gradišće (Zenica, BiH)
Gradišće je naseljeno mjesto u gradu Zenici, Federacija Bosne i Hercegovine, BiH.
Nazali se na obroncima Lisca. Gradišće je skupina zaseoka. To su Graja, Jokovići, Zapoda i Pridražići.

## Povijest
Naseljeno još u prapovijesti. Važniji arheološki lokalitetu su Mrtvačka glava i Negraja. Arheloški je još nedovoljno istraženo. Ime je u svezi s ovdje brojnim toponimima Grad, Gradac, Gradina, Graja pa i Negraj(d). Sumarni popis sandžaka Bosne iz 1468./1469. spominje ovo selo u kojem je bilo 77 domova. Vjerojatno je popisano i veće područje, uključujući i ondašnje zaseoke na Zmajevcu i padinama Lisca.
Gradišće kao samostalno naseljeno mjesto postoji od popisa 1991. godine.

## Stanovništvo
| Gradišće           |                |
| godina popisa      | 1991.          |
| Muslimani          | 2.470 (87,77%) |
| Hrvati             | 193 (6,85%)    |
| Srbi               | 88 (3,12%)     |
| Jugoslaveni        | 57 (2,02%)     |
| ostali i nepoznato | 6 (0,21%)      |
| ukupno             | 2.814          |

| Gradišće           |                |
| godina popisa      | 2013.          |
| Bošnjaci           | 2.872 (96,90%) |
| Hrvati             | 55 (1,86%)     |
| Srbi               | 12 (0,40%)     |
| ostali i nepoznato | 25 (0,84%)     |
| ukupno             | 2.964          |

## Religija
Jedna mala kapelica nalazi se u groblju u Gradišću, u Graji.